# كولومبيا اتحدوا
كولومبيا اتحدوا (بالإسبانية: Únete Colombia) هو حزب سياسي في كولومبيا. في الانتخابات التشريعية التي أجريت في 10 مارس 2002، فاز الحزب، كواحد من العديد من الأحزاب الصغيرة، بالتمثيل البرلماني. في انتخابات عام 2006، لم يفز الحزب بأي مقاعد.